# Bruley
Pour les articles homonymes, voir Bruley (homonymie).
Bruley est une commune française située dans le département de Meurthe-et-Moselle, en Lorraine, dans la région administrative région Grand Est.

## Géographie
Les premières maisons du village se sont développées autour de l’église bâtie vers 1175 sur les hauteurs. Progressivement, les habitations sont descendues en s'organisant essentiellement le long d'un axe principal, conférant aujourd'hui à Bruley l'aspect bien connu d'un « village rue » lorrain.
Le ban communal, d’une superficie de 634 hectares, comporte en 2011, d'après les données Corine land Cover, 30 % de forêts, 45 % de prairies et terres arables, 15 % de vignes et 5,6 % de zones urbanisées (ou divers).
Le relief se compose d'une grande partie de plaine, à l'est du Village (altitude moyenne 230 m) et d'un relief boisé (alt. 350 m) à l'ouest dont le contrefort est occupé par les vignes.
Le territoire est arrosé par le ruisseau dit du Bois de Saint Gengoult (bois Pichard, Cne de Bouvron) qui se jette à la Moselle via le Longeau, toutefois d'autres cours d'eau intermittents le parcourent, il existe un point d'eau à l'ouest de l'église.
Par ailleurs, le ruisseau du Val-des-nonnes (Pantaux ?) bien que formellement sur le territoire de la commune d'Écrouves, prend sa source dans le bois de Pagney, à l'extrême ouest de la commune de Bruley.
Le ban communal est aujourd’hui traversé par la route départementale 904 (ex-route nationale 404) à l'est du village, mais les chroniques archéologiques signalent un diverticule d'un ancien chemin traversant la commune d'est en ouest pour relier Toul à Pannes vers Bavay (parfois nommé Chemin Brabant car ce dernier a fait partie de la Lotharingie).
Comme d'autres communes dans la région touloise, Bruley a été le lieu de productions manufacturées à base d'argile étant donné la disponibilité de l'eau (nombreux ruisseaux) et surtout de matière première : l'argile de la Woëvre. Une tuilerie a fonctionné sur ce territoire, elle se trouvait à l'emplacement de l'actuelle ferme de « la Tuilerie ».
Bruley fait partie du vignoble des côtes-de-toul.

Bruley (ban communal).

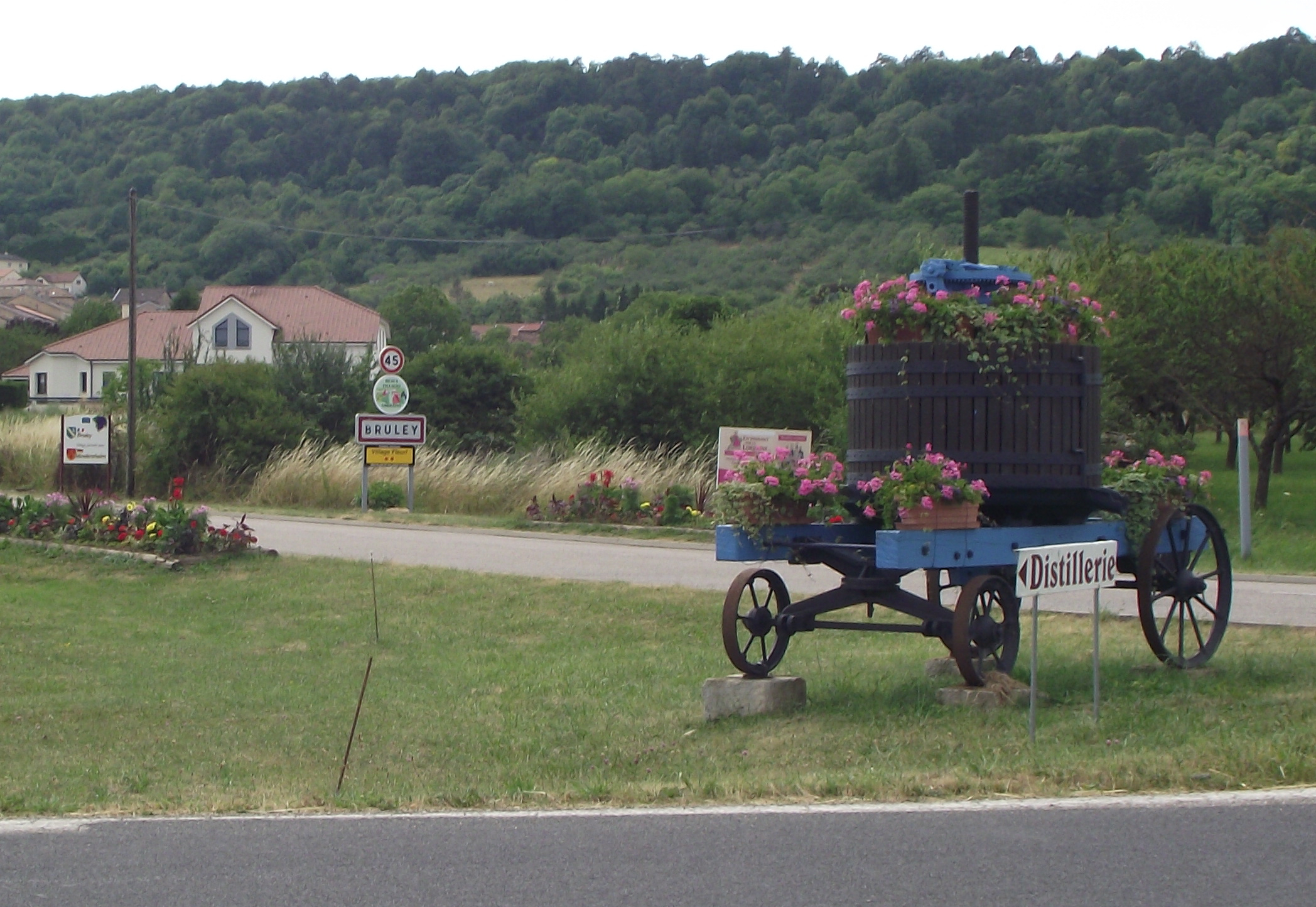
Entrée du village de Bruley.
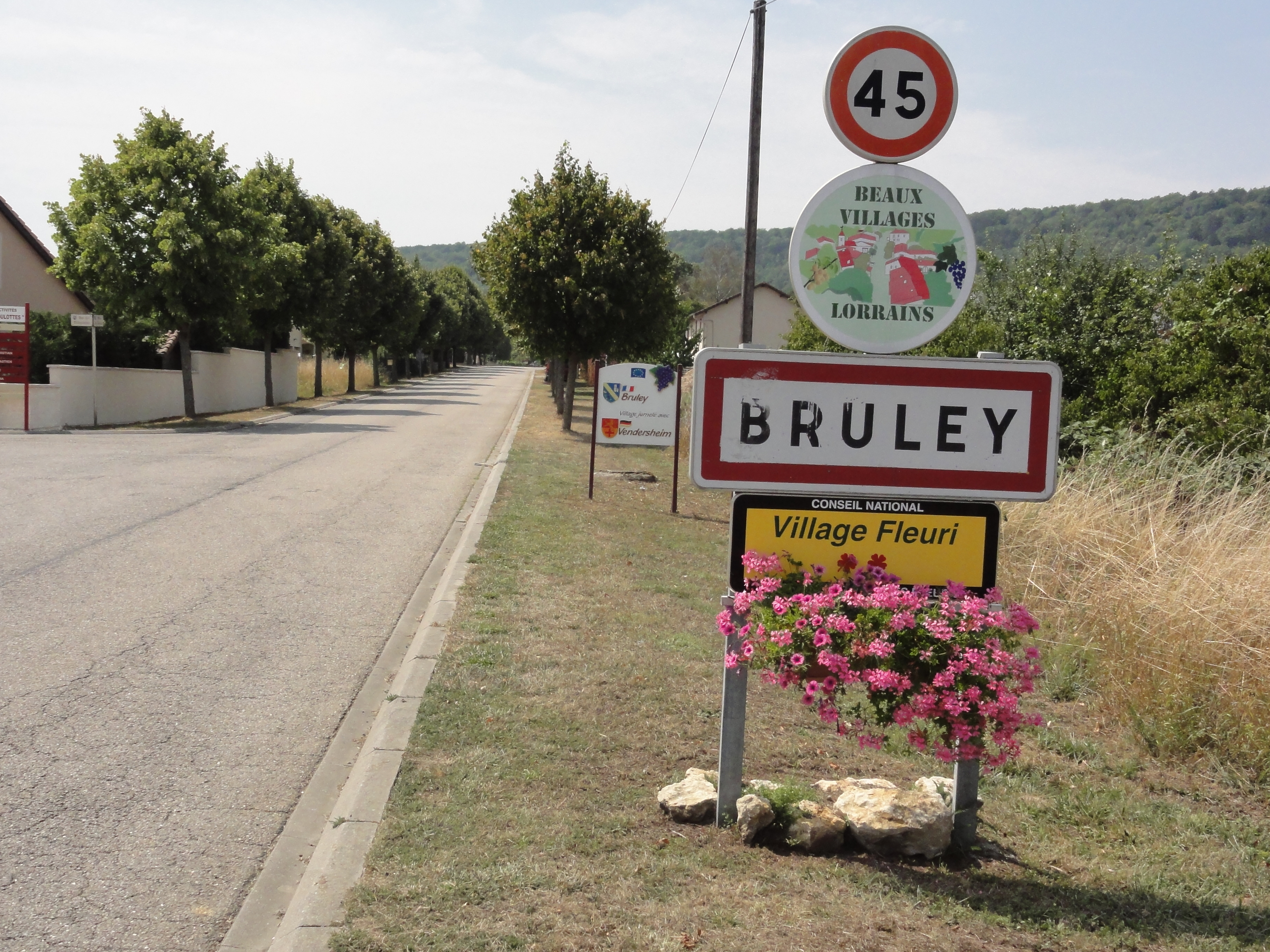
Panneau d'entrée.
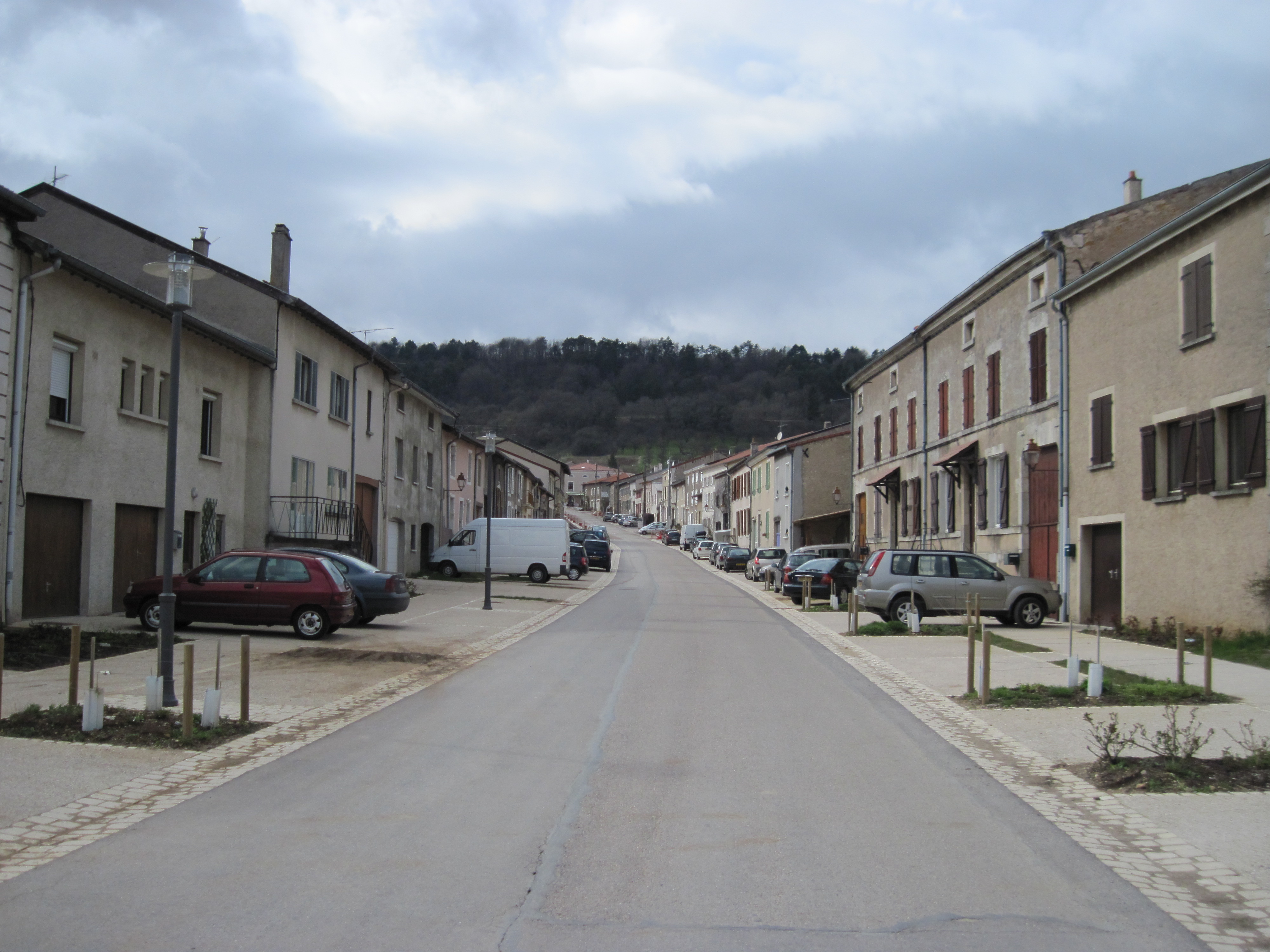
Rue principale.

### Communes limitrophes
| Lucey                      | Bouvron                | Bouvron |
| Lucey                      | Bruley                 | Toul    |
| Laneuveville-derrière-Foug | Pagney-derrière-Barine | Toul    |

### Hydrographie
La commune est dans le bassin versant du Rhin au sein du bassin Rhin-Meuse. Elle est drainée par le ruisseau du Bois de Saint Gengoult,.

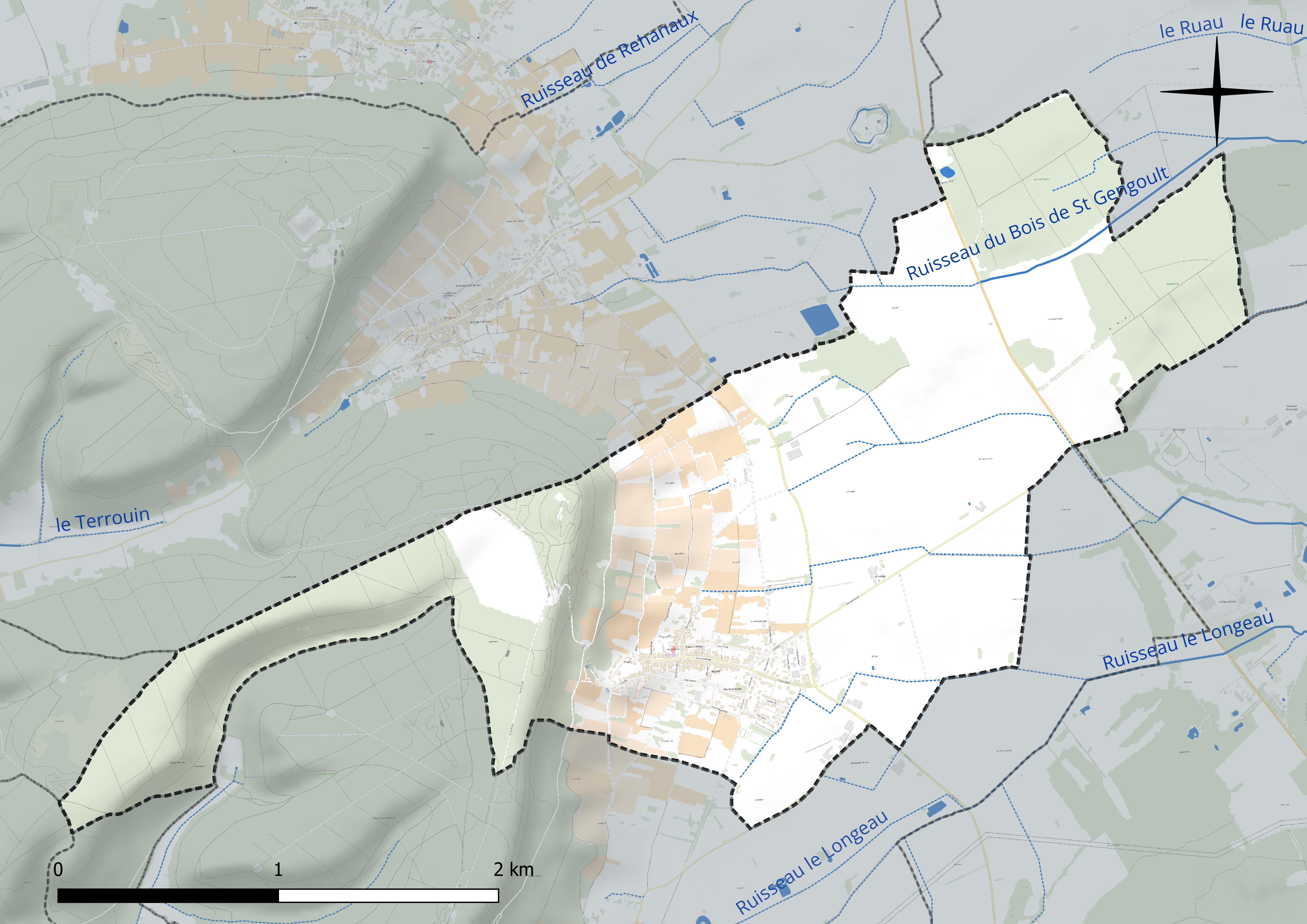
Réseau hydrographique de Bruley.

### Climat
Pour des articles plus généraux, voir Climat du Grand Est et Climat de Meurthe-et-Moselle.
En 2010, le climat de la commune est de type climat des marges montargnardes, selon une étude du Centre national de la recherche scientifique s'appuyant sur une série de données couvrant la période 1971-2000. En 2020, Météo-France publie une typologie des climats de la France métropolitaine dans laquelle la commune est exposée à un climat océanique altéré et est dans la région climatique  Lorraine, plateau de Langres, Morvan, caractérisée par un hiver rude (1,5 °C), des vents modérés et des brouillards fréquents en automne et hiver. 
Pour la période 1971-2000, la température annuelle moyenne est de 9,8 °C, avec une amplitude thermique annuelle de 17 °C. Le cumul annuel moyen de précipitations est de 833 mm, avec 12,4 jours de précipitations en janvier et 9,1 jours en juillet. Pour la période 1991-2020, la température moyenne annuelle observée sur la station météorologique de Météo-France la plus proche, « Nancy-Ochey », sur la commune d'Ochey à 15 km à vol d'oiseau, est de 10,5 °C et le cumul annuel moyen de précipitations est de 810,4 mm. 
La température maximale relevée sur cette station est de 39,6 °C, atteinte le 25 juillet 2019 ; la température minimale est de −19,1 °C, atteinte le 12 janvier 1987,,. 
Les paramètres climatiques de la commune ont été estimés pour le milieu du siècle (2041-2070) selon différents scénarios d'émission de gaz à effet de serre à partir des nouvelles projections climatiques de référence DRIAS-2020. Ils sont consultables sur un site dédié publié par Météo-France en novembre 2022.

## Urbanisme

### Typologie
Au 1er janvier 2024, Bruley est catégorisée commune rurale à habitat dispersé, selon la nouvelle grille communale de densité à sept niveaux définie par l'Insee en 2022.
Elle est située hors unité urbaine. Par ailleurs la commune fait partie de l'aire d'attraction de Nancy, dont elle est une commune de la couronne,. Cette aire, qui regroupe 353 communes, est catégorisée dans les aires de 200 000 à moins de 700 000 habitants,.

### Occupation des sols
L'occupation des sols de la commune, telle qu'elle ressort de la base de données européenne d’occupation biophysique des sols Corine Land Cover (CLC), est marquée par l'importance des territoires agricoles (65 % en 2018), une proportion sensiblement équivalente à celle de 1990 (65,5 %). La répartition détaillée en 2018 est la suivante : forêts (30,3 %), prairies (23,7 %), terres arables (22 %), cultures permanentes (15,3 %), zones urbanisées (4,5 %), zones agricoles hétérogènes (4,1 %), espaces ouverts, sans ou avec peu de végétation (0,2 %). L'évolution de l’occupation des sols de la commune et de ses infrastructures peut être observée sur les différentes représentations cartographiques du territoire : la carte de Cassini (XVIIIe siècle), la carte d'état-major (1820-1866) et les cartes ou photos aériennes de l'IGN pour la période actuelle (1950 à aujourd'hui).

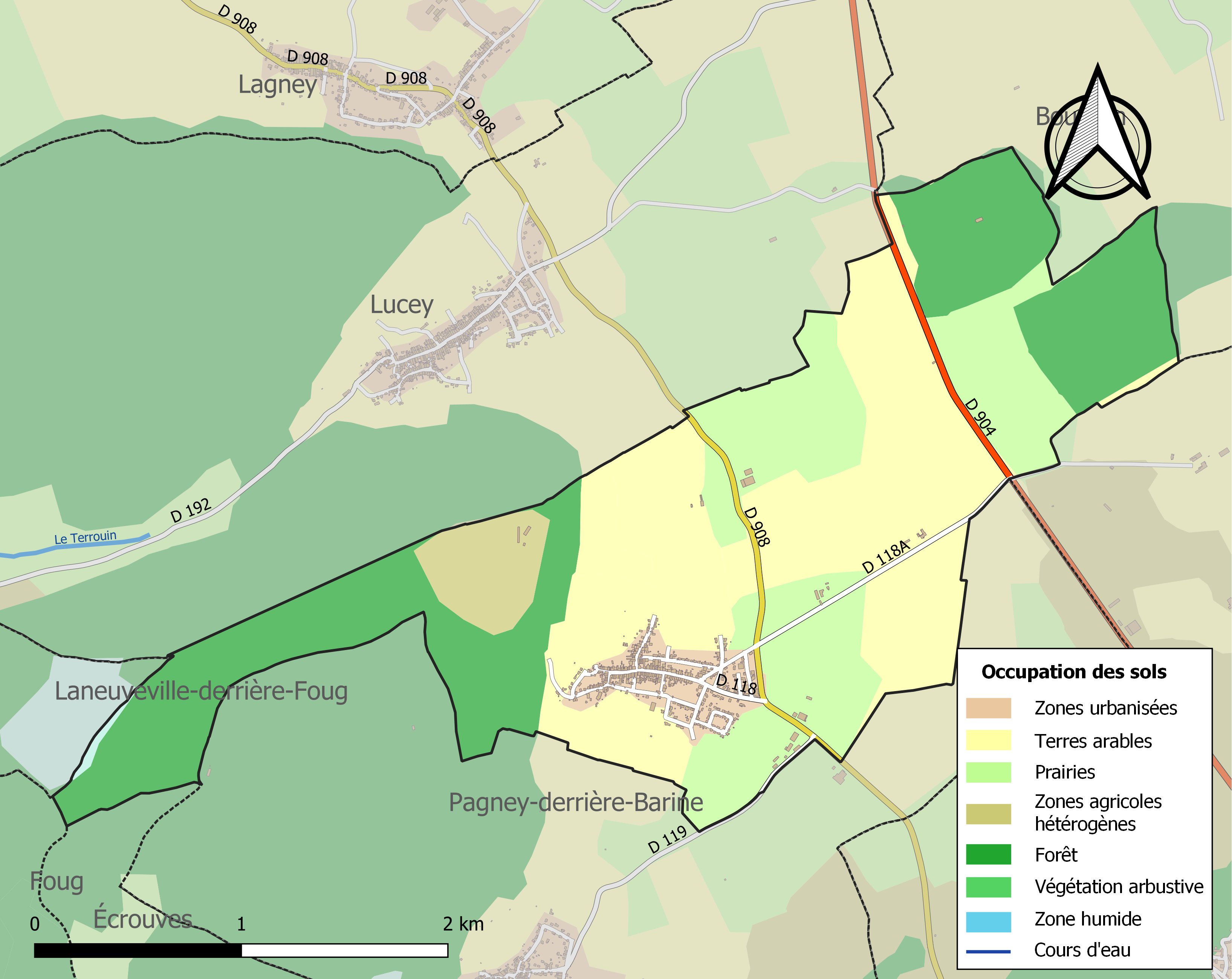
Carte des infrastructures et de l'occupation des sols de la commune en 2018 (CLC).

## Toponymie
Briviariacum (836) ; Bureriacum (870) ; Briviriacum (885) ; Bruvriacum (936) ; Brueriacum (936) ; Bruviriacum (965) ; Bruriacum (1033) ; Bannum de Brurei (1150) ; Brureium (1180) et Bruererum (1188), sont les différentes graphies rencontrées.
Le toponyme est formé de l'anthroponyme gallo-romain Bruvarius/Bruvirius et du suffixe gallo-romain -acum, formation typique de l'Antiquité tardive et de l'époque mérovingienne. Il apparaît sous la forme Bruviaco (Briviariacum ) en 836.

## Histoire
L'histoire de la commune avant le VIIe siècle est peu connue, les répertoires archéologiques citent la découverte de vestiges d'habitations anciennes au lieu-dit Chengré, sans autre précision.

Le site de la mairie indique toutefois : 
« Bien que l’on n’ait pas trouvé sur le territoire de la commune de restes d’une culture celtique antérieur, il est certain qu’il a existé au moins une villa gallo-romaine sur le territoire mais elle n’a pas été fouillée. »
Sous l'épiscopat d'Eudolius de Toul, une riche, noble et pieuse dame nommée Praetoria donna en 604 à l'Église de Toul les dîmes de Saint Maximin, les villages entiers de Villey-Saint-Etienne, de Villey-le-sec, de Bicqueley, d'Andilly, de Lucey et de Bruley.
Ensuite sous celui de Pierre de Brixey, évêque de Toul, pour la fondation de la collégiale de Liverdun, en 1188, cet évêque donna au chapitre de cette ville une pièce de vigne sur le ban de Bruley (vineam apud Bruererum).
Cette terre fut vendue à la maison de Joinville, et passa ensuite dans celle d'Haraucourt. En 1202, la cure de Bruley fut donnée au chapitre de Toul par Pierre, sire de Bourlémont.
H Lepage indique :
« On voyait encore, au commencement du XVIIe siècle, dans les environs de Bruley, les ruines d'une ancienne abbaye de religieuses de l'ordre des Prémontrés, à la place de laquelle on a bâti un ermitage qu'on appelle le Val-des-Nonnes Cette abbaye avait été fondée vers le milieu du XIIe siècle par les seigneurs du lieu, qui étaient de l'ancienne maison de Joinville. »
Cet établissement était rattaché à l'abbaye de Rangeval.
Il est également rapporté dans les chroniques historiques que le territoire (la chapelle) de Pagney derrière Barine était annexe à cette commune durant l'Ancien Régime.
Le territoire communal porte un ouvrage du système défensif dit « Séré de Rivière » : le fort de Bruley.
Vers 1850-1851, 12 jeunes habitants quittent le village et le pays pour la Californie ; c’est l’époque de la ruée vers l’or.
En 1906, sous la conduite d'un chef de chantier, des ouvriers français décident de barrer la route aux Italiens venus travailler sur les chantiers du fort d'Écrouves et de Bruley, ils les menacent et les frappent, armés de pelles et de pioches. Les Italiens représentent alors une concurrence. L'affrontement prend fin avec l'intervention de la troupe. De nouveau, en juillet 1914, des dizaines d'ouvriers français se rassemblent pour chasser les Italiens des chantiers du fort en rédigeant un article dans un journal local en signant : « un groupe d'ouvriers français remplacés par les Italiens ».

### Traditions et événements
Tradition ancestrale, aux origines perdues dans les limbes du passé, la soirée des Mai se déroule la veille du 1er mai, et consiste en une soirée initiatique pour les jeunes hommes du village, la tradition voulant qu'après les festivités, au plus fort de la nuit, les prétendants aillent déposer une branche de charme dans la gouttière des filles à marier.
La tradition s'accompagne d'un chambardement du village, les participants souvent éméchés déplaçant des objets d'une maison à l'autre pour semer la confusion.
En 2007, le petit village a accueilli la première édition de la fête de l'Excellence rassemblant les talents régionaux en termes de métiers d'art et de gastronomie. 15 000 personnes ont fait le déplacement pour voir les 60 artisans sélectionnés.

## Politique et administration
| Période                                  | Période      | Identité                      | Étiquette | Qualité                                                                                         |
| ---------------------------------------- | ------------ | ----------------------------- | --------- | ----------------------------------------------------------------------------------------------- |
| Les données manquantes sont à compléter. |              |                               |           |                                                                                                 |
| Mai 1935                                 | Mai 1945     | Nicolas Marie Camille Brocard |           | Vigneron                                                                                        |
| mars 1977                                | juillet 2020 | Claude Manet                  |           | Retraité des artisans, commerçants et chefs d'entreprise                                        |
| juillet 2020                             | En cours     | Elisabeth Poirson,            | LR        | Personne sans activité professionnelle de 60 ans et plus (non retraitée), conseillère régionale |

## Population et société

### Démographie
L'évolution du nombre d'habitants est connue à travers les recensements de la population effectués dans la commune depuis 1793. Pour les communes de moins de 10 000 habitants, une enquête de recensement portant sur toute la population est réalisée tous les cinq ans, les populations de référence des années intermédiaires étant quant à elles estimées par interpolation ou extrapolation. Pour la commune, le premier recensement exhaustif entrant dans le cadre du nouveau dispositif a été réalisé en 2005.

En 2022, la commune comptait 616 habitants, en stagnation par rapport à 2016 (Meurthe-et-Moselle : −0,13 %, France hors Mayotte : +2,11 %).
| 1793 | 1800 | 1806 | 1821 | 1831 | 1836 | 1841 | 1846 | 1851 |
| ---- | ---- | ---- | ---- | ---- | ---- | ---- | ---- | ---- |
| 499  | 448  | 477  | 531  | 587  | 650  | 630  | 608  | 604  |

| 1856 | 1861 | 1872 | 1876 | 1881 | 1886 | 1891 | 1896 | 1901 |
| ---- | ---- | ---- | ---- | ---- | ---- | ---- | ---- | ---- |
| 544  | 544  | 522  | 531  | 523  | 520  | 505  | 506  | 439  |

| 1906 | 1911 | 1921 | 1926 | 1931 | 1936 | 1946 | 1954 | 1962 |
| ---- | ---- | ---- | ---- | ---- | ---- | ---- | ---- | ---- |
| 568  | 620  | 481  | 412  | 391  | 383  | 391  | 453  | 422  |

| 1968 | 1975 | 1982 | 1990 | 1999 | 2005 | 2006 | 2010 | 2015 |
| ---- | ---- | ---- | ---- | ---- | ---- | ---- | ---- | ---- |
| 350  | 341  | 382  | 539  | 586  | 583  | 579  | 600  | 618  |

| 2020 | 2022 | - | - | - | - | - | - | - |
| ---- | ---- | - | - | - | - | - | - | - |
| 609  | 616  | - | - | - | - | - | - | - |

## Économie
E. Grosse indique dans son ouvrage, vers 1836 :
« Les produits de Bruley, Foug, Mont-le-Vignoble, Toul, etc., sont particulièrement recherchés... Surface territ. 645 hect. cadastrés, dont 207 en terres labour., 163 en forêts, 55 en prés et 122 en vignes qui produisent un des meilleurs vins du pays. Le blanc conserve une rare limpidité, et possède un fumet très suave ; le rouge est plus dur, mais il est généreux. »
indiquant ainsi la tradition viticole du village. (cf. carte historique du vignoble lorrain). 

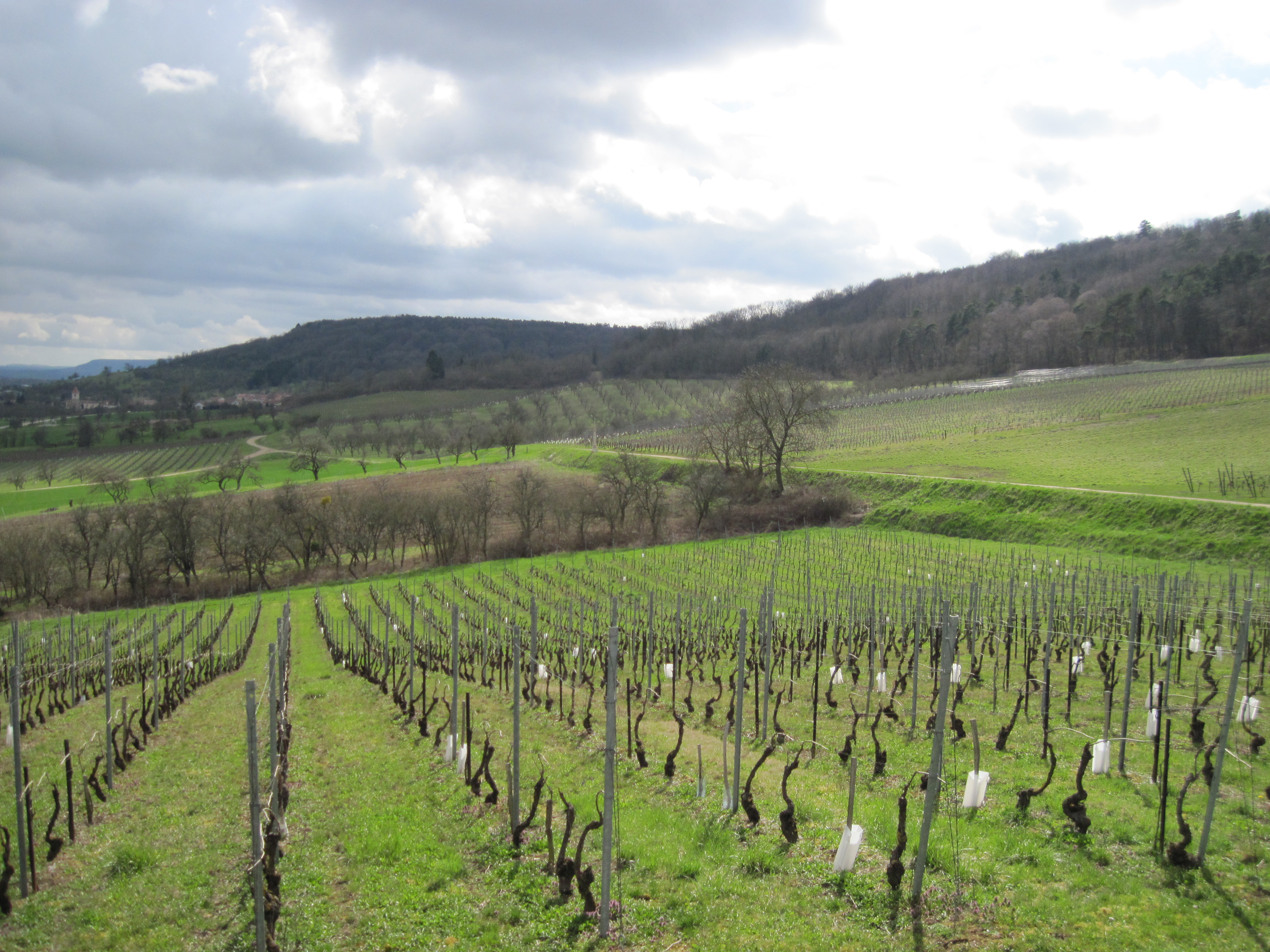
Vignoble de Bruley, vue des vignes vers Écrouves.

### Secteur primaire ouAgriculture
Le secteur primaire comprend, outre les exploitations agricoles et les élevages, les établissements liés à l’exploitation de la forêt et les pêcheurs.
D'après le recensement agricole 2010 du Ministère de l'agriculture (Agreste), la commune de Bruley était majoritairement orientée sur la polyculture et le poly-élevage (auparavant même production) sur une surface agricole utilisée d'environ 350 hectares (inférieure à la surface cultivable communale) en baisse significative depuis 1988 - Le cheptel en unité de gros bétail s'est réduit de 389 à 192 entre 1988 et 2010. Il n'y avait plus que 13 (31 auparavant) exploitations agricoles ayant leur siège dans la commune employant 13 unités de travail(30 auparavant).

## Culture locale et patrimoine

### Lieux et monuments

#### Édifices religieux

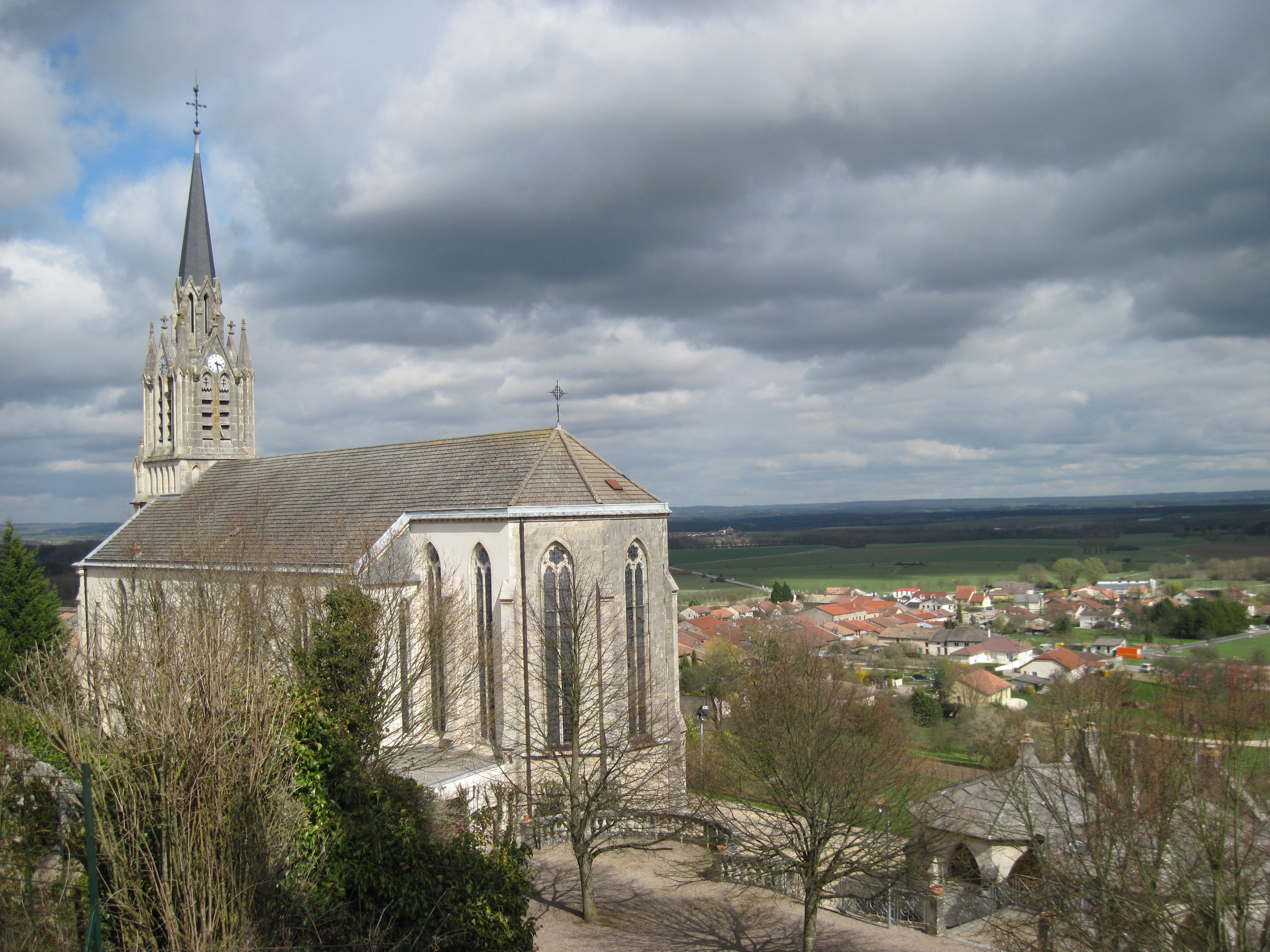
Église Saint-Martin.

- Réplique de la grotte de Lourdes surnommée « le petit Lourdes lorrain ».
- Église Saint-Martin XIXe siècle de style néogothique.
- Chapelle du Rosaire au milieu des vignes. La chapelle en totalité, la grotte Notre-Dame-de-Lourdes, les escaliers, les rampes et les murs de soutènement des terrasses ainsi que le sol sur lequel ils sont situés sont inscrits au titre des monuments historiques par arrêté du 19 juillet 2005[40]. Au second plan, on aperçoit la chapelle Saint-Martin.
- Chapelle Saint-Martin XIIe siècle : tour romane partie subsistante de l'ancienne église, actuellement chapelle du cimetière, inscrite au titre des monuments historiques par arrêté du 27 juin 1984[41].

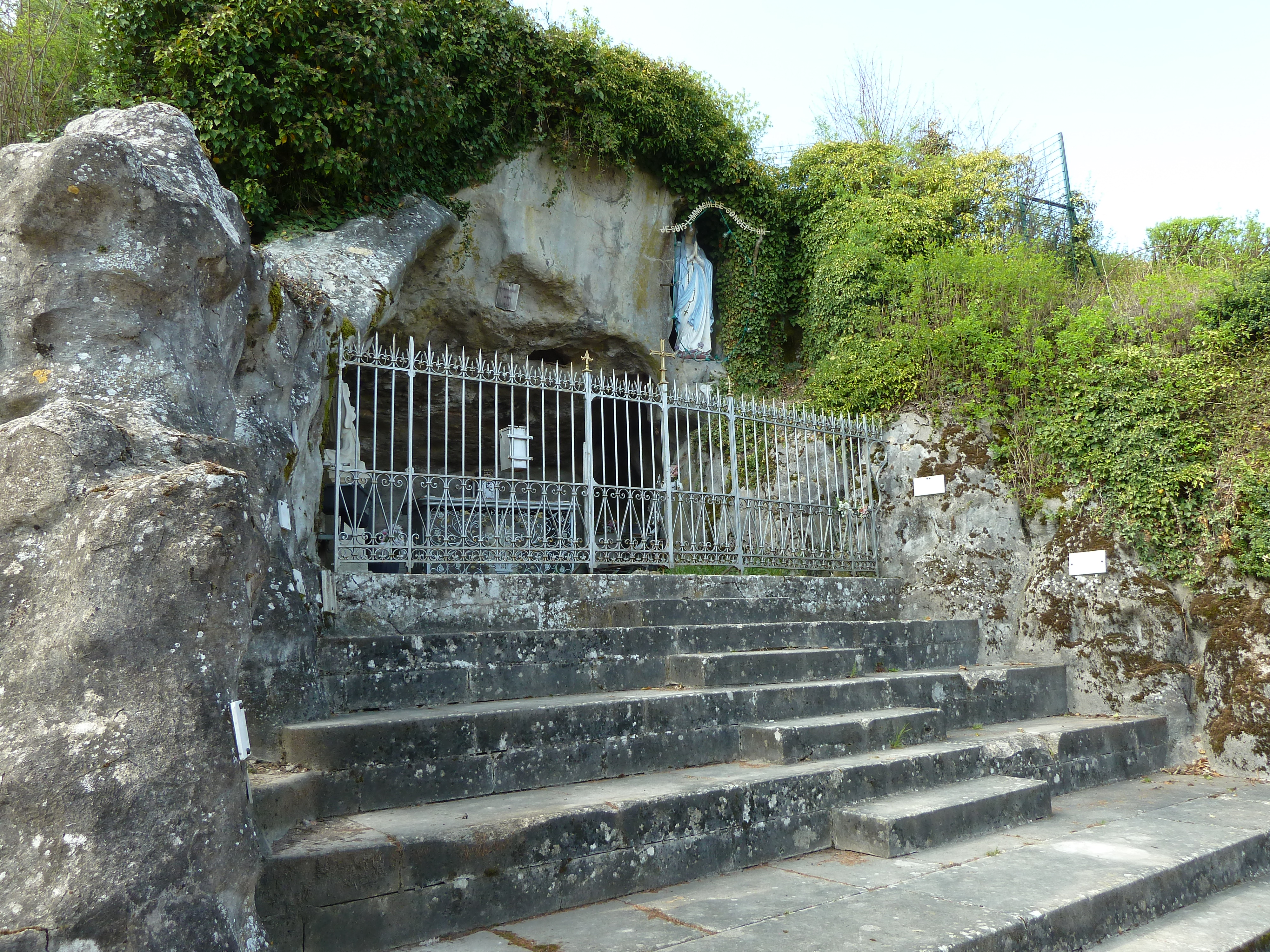
Réplique de la grotte de Lourdes.
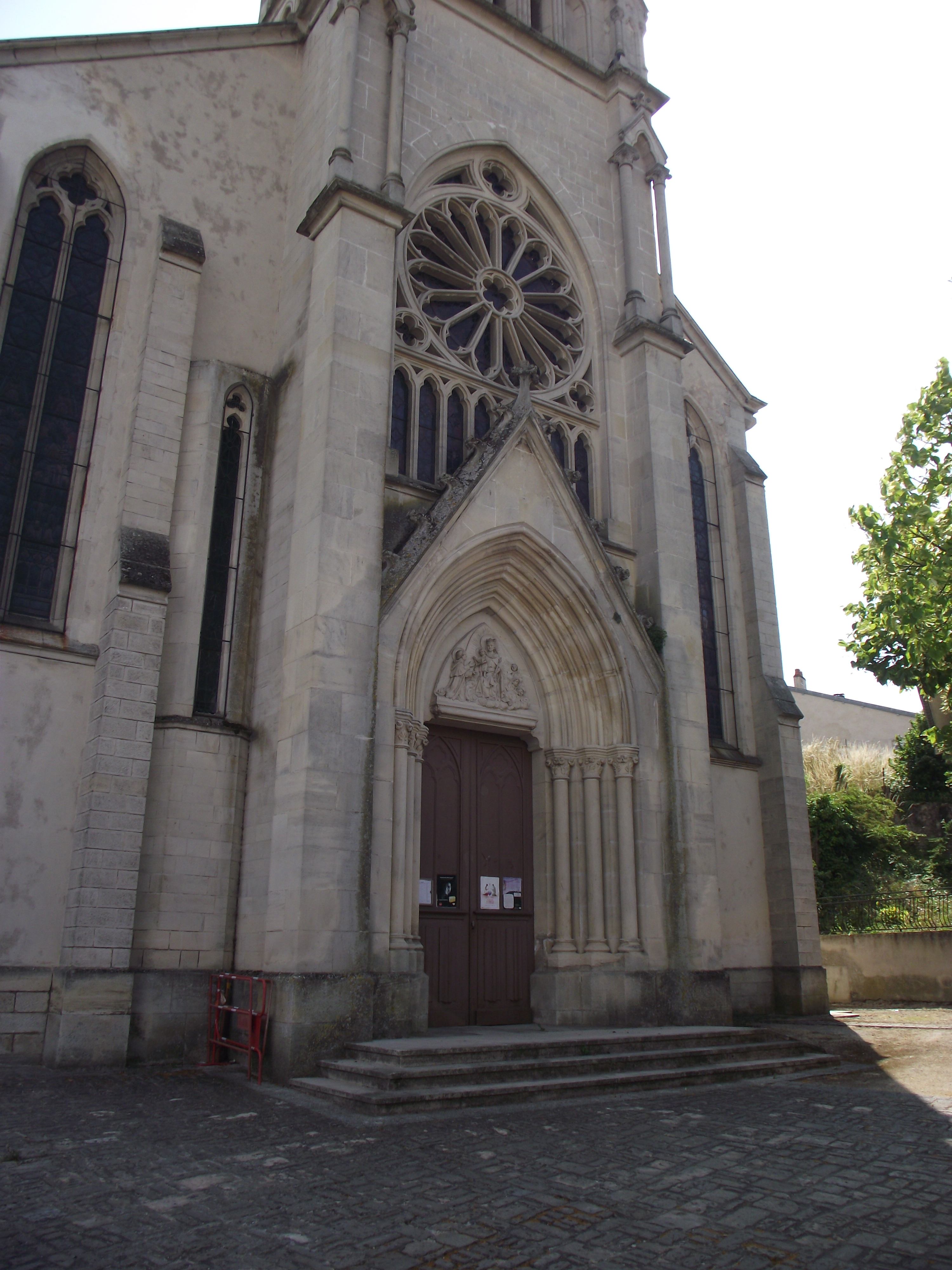
Église Saint-Martin.
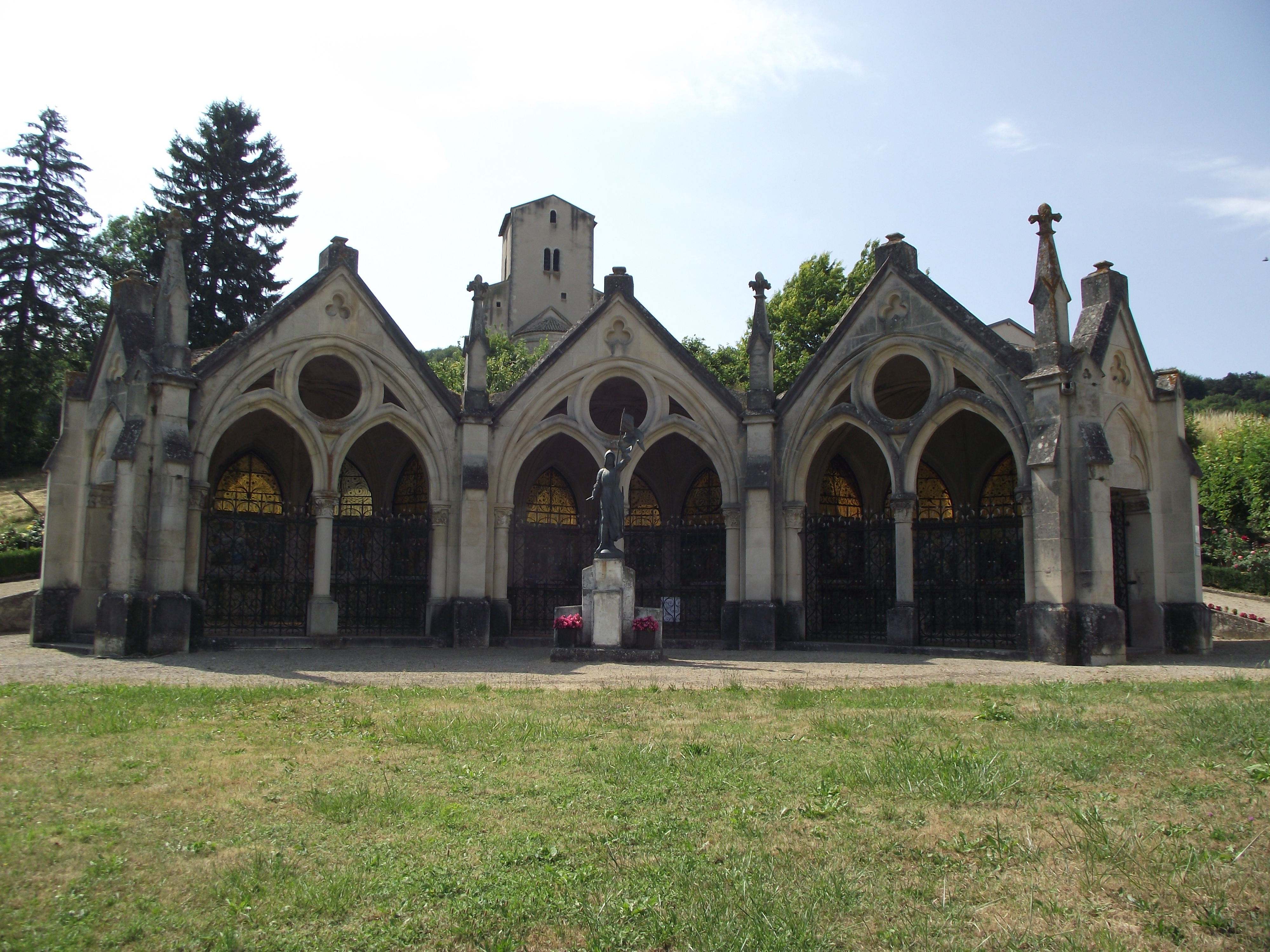
Chapelle du Rosaire.
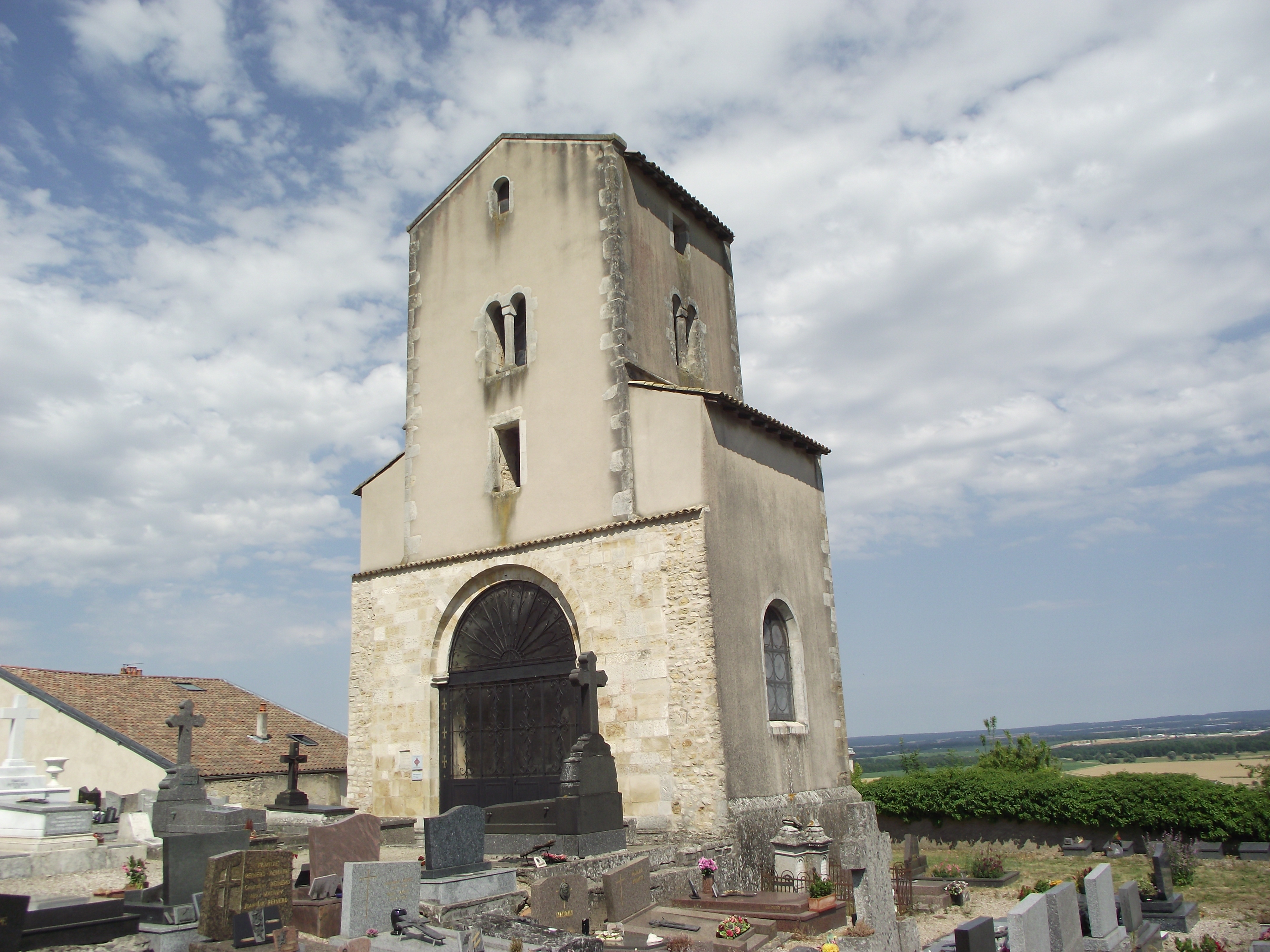
Chapelle Saint-Martin.
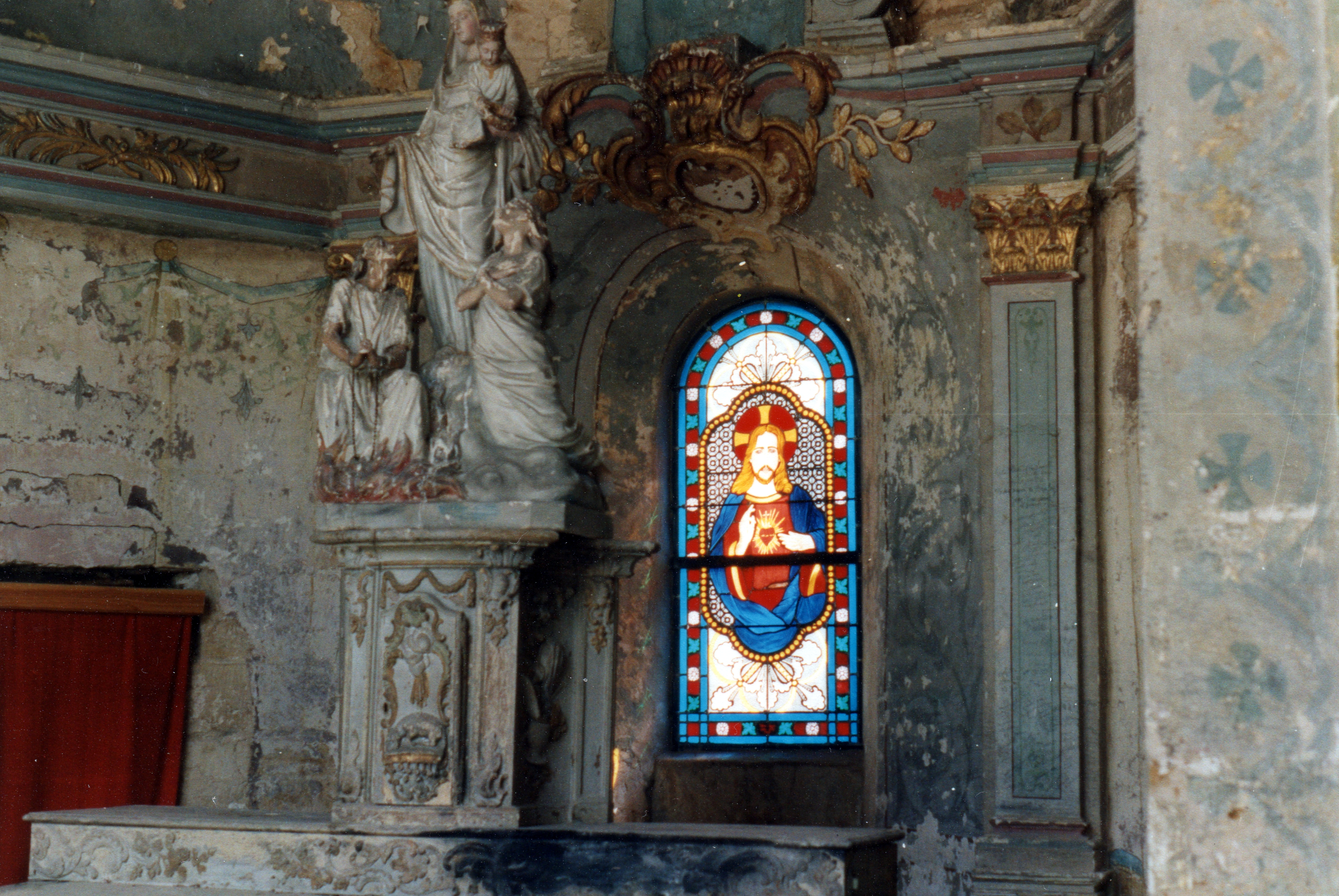
Chapelle Saint-Martin - vitrail du Sacré-Cœur.
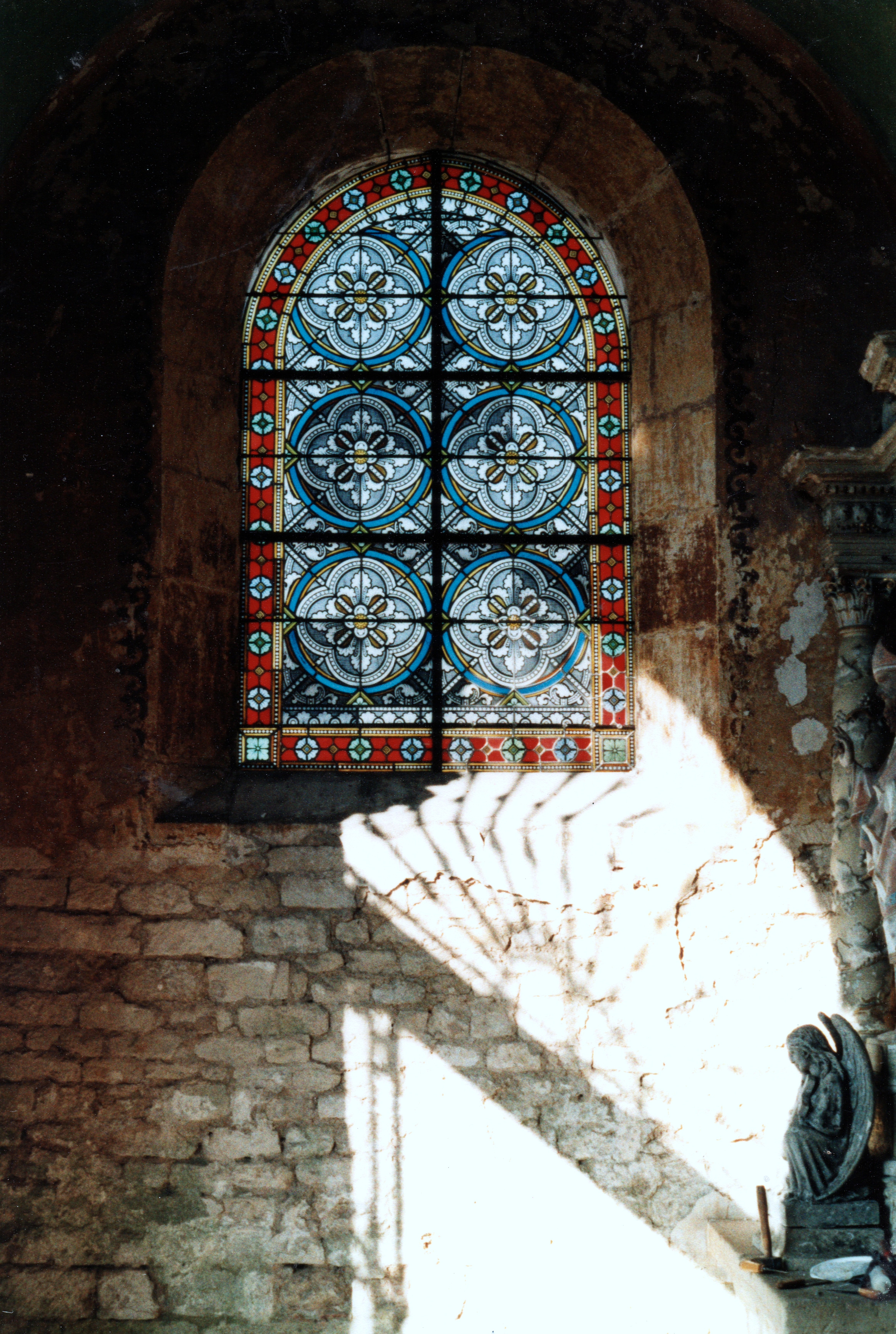
Chapelle Saint-Martin - vitrail.

#### Édifices civils
- Monument aux morts.
- Le fort, vieux fort du système Séré de Rivières qui fait partie du système défensif de Toul. Le site étant dangereux, il est réglementé par l'armée et son accès a été fermé par un mur de terre de plusieurs mètres de hauteur.
- Le noyer, vieil arbre plusieurs fois centenaire.
- Les quatre chemins, croisée des chemins de vignes venant des villages voisins, ainsi que ceux venant du village et menant au plateau surplombant la commune.

### Gastronomie
- Vins des côtes de Toul.

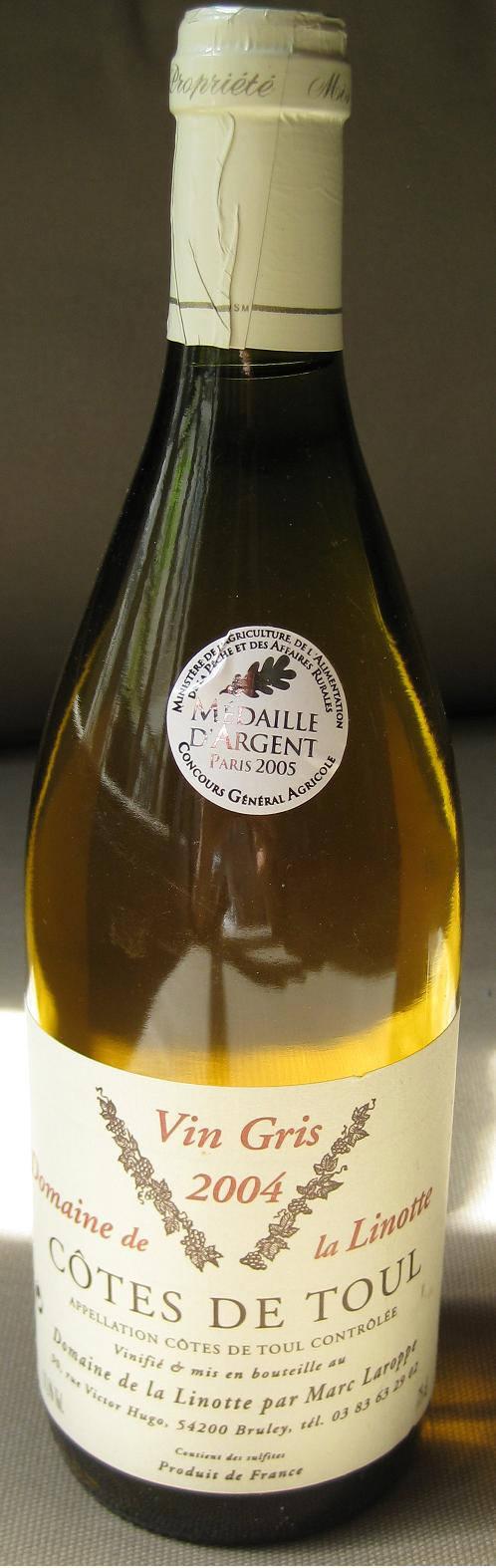
Gris de Toul de Bruley.

- Spécialité culinaire : crème aux mirabelles.

### Héraldique
| Blason de Bruley | Blason  | D'argent à la vigne de sinople fruitée de pourpre au chef d'azur chargé d'un tau d'argent accompagné de deux fleurs de lys d'or. |
| Blason de Bruley | Détails | La vigne indique que Bruley est un lieu de production de vin gris de Toul. Cette appellation est rappelée par le tau blanc sur fond bleu qui sont les couleurs de la Champagne, province dont dépendait Bruley. Les fleurs de lys d'or évoquent que la commune était une enclave française en Lorraine. Le blason est adopté en 1982. |